# Leonie Pless
Leonie Pless (Kassel, 31 de diciembre de 1988) es una deportista alemana que compite en remo.
Ganó una medalla de bronce en el Campeonato Mundial de Remo de 2019 y una medalla de bronce en el Campeonato Europeo de Remo de 2014.

## Palmarés internacional
| Campeonato Mundial | Campeonato Mundial   | Campeonato Mundial | Campeonato Mundial      |
| Año                | Lugar                | Medalla            | Prueba                  |
| ------------------ | -------------------- | ------------------ | ----------------------- |
| 2019               | Ottensheim (Austria) | Medalla de bronce  | Cuatro scull ligero     |
| Campeonato Europeo |                      |                    |                         |
| Año                | Lugar                | Medalla            | Prueba                  |
| 2014               | Belgrado (Serbia)    | Medalla de bronce  | Scull individual ligero |